# Maggie Siff
Margaret "Maggie" Siff (Nova York, 21 de juny del 1974) és una actriu estatunidenca, coneguda pels seus papers a Mad Men interpretant a Rachel Menken, i la doctora Tara Knowles a la sèrie Sons of Anarchy.

## Biografia
Maggie Siff va néixer al Bronx, Nova York. El seu pare és jueu i ella es defineix com a "mig" jueva. Estudià a The Bronx High School of Science, en Bryn Mawr College, on es va graduar l'any 1996, i a la Tisch School of the Arts on realitzà un màster en interpretació.
Siff va actuar al teatre abans d'aparèixer en televisió.

## Filmografia

### Cinema
| Cinema | Cinema            | Cinema          | Cinema |
| Any    | Pel·lícula        | Personatge      | Notes  |
| ------ | ----------------- | --------------- | ------ |
| 2007   | Michael Clayton   | Advocada 1      |        |
| 2007   | Then She Found Me | Lily            |        |
| 2009   | Push              | Teresa Stowe    |        |
| 2009   | Funny People      | Rachel          |        |
| 2009   | Leaves of Grass   | Rabbi Zimmerman |        |
| 2012   | Concussion        | Sam Bennet      |        |

### Televisió
| Televisió    | Televisió                         | Televisió                   | Televisió          |
| Any          | Títol                             | Personatge                  | Categoria          |
| ------------ | --------------------------------- | --------------------------- | ------------------ |
| 2004         | Third Watch                       | Cindy                       | Sèrie de televisió |
| 2005         | Rescue Me                         | Young Woman at AA           | Sèrie de televisió |
| 2006         | Law & Order: Special Victims Unit | Emily McCooper              | Sèrie de televisió |
| 2007-2008    | Mad Men                           | Rachel Menken / Rachel Katz | Sèrie de televisió |
| 2009         | Life on Mars                      | Maria Belanger              | Sèrie de televisió |
| 2008-present | Sons of Anarchy                   | Tara Knowles                | Sèrie de televisió |
| 2012         | A Gifted Man                      | Lily Meyerson               | Sèrie de televisió |